# Vändra jõgi
Vändra jõgi (Vändraån) är ett vattendrag i Estland. Den är ett biflöde till Pärnu, har sin källa i landskapet Raplamaa och sitt sammanflöde med Pärnu i landskapet Pärnumaa. Åns längd är 50 km. Massu jõgi är ett biflöde till Vändra jõgi. Vändra jõgi är namngiven efter köpingen Vändra som den flyter igenom. 